# Морски краставици
Морските краставици (Holothuroidea) са клас морски животни с продълговата форма на тялото и жилава кожа. Много от видовете и родовете неофициално са известни като морски краставици и се консумират от хората. Подобно на всички бодлокожи, морските краставици имат ендоскелет точно под кожата – калцирани структури, които обикновено са минимални и микроскопични и преминават към съединителната тъкан.
В България наименованието морска краставица погрешно се използва и за луда краставица (Ecbalium elaterium) – лечебно средство за синузит.
Има видове, които за да се защитят, хвърлят навън червата си!